# Kanton Laragne-Montéglin
Der Kanton Laragne-Montéglin ist ein französischer Wahlkreis im Département Hautes-Alpes in der Region Provence-Alpes-Côte d’Azur. Er umfasst elf Gemeinden im Arrondissement Gap und hat seinen Hauptort (frz.: bureau centralisateur) in Laragne-Montéglin.

## Gemeinden
Der Kanton besteht aus elf Gemeinden mit insgesamt 7812 Einwohnern (Stand: 1. Januar 2022) auf einer Gesamtfläche von 281,04 km²:
| Gemeinde                 | Einwohner 1. Januar 2022 | Fläche km² | Dichte Einw./km² | Code INSEE | Postleitzahl |
| ------------------------ | ------------------------ | ---------- | ---------------- | ---------- | ------------ |
| Barret-sur-Méouge        | 192                      | 26,72      | 7                | 05014      | 05300        |
| Éourres                  | 141                      | 26,47      | 5                | 05047      | 26560        |
| Laragne-Montéglin        | 3.566                    | 23,51      | 152              | 05070      | 05300        |
| Lazer                    | 336                      | 21,98      | 15               | 05073      | 05300        |
| Le Poët                  | 784                      | 15,51      | 51               | 05103      | 05300        |
| Monêtier-Allemont        | 296                      | 7,15       | 41               | 05078      | 05110        |
| Saint-Pierre-Avez        | 33                       | 11,37      | 3                | 05155      | 05300        |
| Salérans                 | 79                       | 13,90      | 6                | 05160      | 05300        |
| Upaix                    | 483                      | 23,26      | 21               | 05173      | 05300        |
| Val Buëch-Méouge         | 1.342                    | 68,48      | 20               | 05118      | 05300        |
| Ventavon                 | 560                      | 42,69      | 13               | 05178      | 05300        |
| Kanton Laragne-Montéglin | 7.812                    | 281,04     | 28               | 0511       | –            |

Bis zur landesweiten Neuordnung der französischen Kantone im März 2015 gehörten zum Kanton Laragne-Montéglin die sieben Gemeinden Eyguians, Laragne-Montéglin, Lazer, Le Poët, Monêtier-Allemont, Upaix und Ventavon. Sein Zuschnitt entsprach einer Fläche von 143,47 km2. Er besaß vor 2015 einen anderen INSEE-Code als heute, nämlich 0512.

## Veränderungen im Gemeindebestand seit der landesweiten Neuordnung der Kantone
2016: Fusion Antonaves, Châteauneuf-de-Chabre und Ribiers → Val Buëch-Méouge

## Politik
| Vertreter im Departementrat | Vertreter im Departementrat  | Vertreter im Departementrat |
| Amtszeit                    | Namen                        | Partei                      |
| --------------------------- | ---------------------------- | --------------------------- |
| 2015–                       | Florent Armand Anne Trupheme | DVG                         |